# Secretaría de Desarrollo Económico de Tijuana
La Secretaría del Desarrollo Económico de Tijuana (SEDETI), es una dependencia municipal de Tijuana que se dedica a diseñar y aplicar políticas relativas a fomentar el desarrollo económico de la ciudad, lo que contempla el desarrollo de proyectos orientados a aumentar la capacidad productiva a nivel personal y empresarial. Fue fundada en el periodo de gobierno del alcalde Jesús González Reyes (2001-2004).

## Misión y Valores
La secretaría define su misión como:
Promover, retener y hacer crecer la inversión y el empleo para generar desarrollo económico y bienestar social para Tijuana. Enmarcado en los valores de: honestidad, responsabilidad, calidad, calidez, eficiencia, y eficacia.

## Marco Judicial y Funciones
Las competencias del SEDETI se enmarcan en el artículo 28 de la Ley Orgánica de la Administración Pública del Estado de Baja California, y contempla 16 puntos que abordan distintas dimensiones de la gestión, organización, promoción y desarrollo de actividades económicas de Tijuana en las áreas de comercio, turismo y producción en miras del crecimiento económico y la preservación ecológica. Algunas de las funciones dentro de este marco legal son:
- Promover y participar en la elaboración de programas de fomento para la creación de empresas de diversas índoles, de carácter público, privado y social.
- Elaborar proyectos de viabilidad para el establecimiento de industrias y empresas que alienten la inversión pública, privada y social y promuevan el empleo.
- Buscar soluciones a los problemas de abasto, comercialización y distribución de consumo básico.
- Organizar y patrocinar congresos, seminarios, exposiciones y ferias de carácter comercial e industrial.
- Diseñar y ejecutar programas de difusión que promuevan la inversión en el Estado
- Asesorar al sector privado y social, lo que incluye:
  - Proporcionar información sobre mercados internacionales, proveedores nacionales y extranjeros e inversionistas potenciales.
  - Actualizar la información socioeconómica para proyectos de factibilidad.
- Asesorar técnicamente en el establecimiento de nuevas industrias.
- Promover programas ante instituciones especializadas referentes a la capacitación y adiestramiento de mano de obra que impulsen y mejoren la productividad del trabajo.
- Impulsar y participar en los programas de investigación de tecnología industrial y promover actividades relativas a la ciencia y la tecnología.
- Otorgar licencias a los Agentes y Agencias Inmobiliarias.
- Promover la creación de empresas industriales, comerciales, mineras, artesanales entre otras

## Organización y estructura
La secretaría del desarrollo económico está compuesta por las siguientes coordinaciones:
- Coordinación de planeación económica
  - Unidad de análisis económico
  - Unidad de Comunicación y Mercadeo
- Coordinación Administrativa
- Dirección de promoción económica
  - Departamento de promoción de inversiones
  - Departamento de oferta exportable
  - Unidad de enlace internacional
- Dirección de fomento económico
  - Departamento de atención empresarial
  - Departamento de competitividad y productividad
  - Departamento de innovación y emprendedores

## Proyectos y políticas
Entre algunos de los proyectos llevados a cabo por SEDETI se puede destacar la búsqueda de cooperación con aliados económicos internacionales, como es el caso de promover la inversión de Alemania en Tijuana o el estrechamiento de lazos comerciales con China en temas de tecnologías de vigilancia en información
En Tijuana, el SEDETI ha realizado numerosas ferias de empleo, en las que se han atendido más de 25.000 vacantes de empleos en áreas como atención a clientes, venta de seguridad, tiendas de autoservicios, industrias maquiladoras y ha repartido más 1 millón 170 mil pesos a familias con el objetivo de promover la pequeña empresa.

## Titulares
| Titular                       | Ayuntamiento | Período     | Notas |
| ----------------------------- | ------------ | ----------- | ----- |
| Alejandro Mungaray Lagarda    | XXIV         | 2021 - 2024 |       |
| Gabriel Camarena Salinas      | XXIII        | 2021        |       |
| Arturo Pérez Behr             | XXIII        | 2019 - 2021 |       |
| Bernabé Esquer Peraza         | XXII         | 2018 - 2019 |       |
| David Moreno Laveaga          | XXII         | 2016 - 2018 |       |
| José Luis González Canales    | XXI          | 2016        |       |
| Xavier Peniche Bustamante     | XXI          | 2013 - 2016 |       |
| Miguel Velasco Bustamante     | XX           | 2010 - 2013 |       |
| Jesús Manuel Sández Contreras | XIX          | 2007 - 2010 |       |
|                               | XVIII        | 2004 - 2007 |       |
|                               | XVII         | 2001 - 2004 |       |